# Water Science and Technology
Water Science and Technology ist eine englischsprachige Fachzeitschrift, die über alle Aspekte des Managements der Wasserqualität veröffentlicht. Seit 2021 erscheint die Zeitschrift im Open Access. Water Science and Technology verwirft 55 Prozent aller Einreichungen. Der Impact Factor lag 2019 bei 1,638 (2014: 1,106).